# Michael Roth (Theologe)
Michael Roth (* 21. August 1968 in Marburg) ist ein deutscher Theologe und Professor für Systematische Theologie an der Johannes Gutenberg-Universität Mainz.

## Leben
Nach dem Abitur im Jahr 1989 in Wesel studierte Roth von 1989 bis 1994 evangelische Theologie in Tübingen und Bonn und schloss das Studium 1994 in Bonn mit dem Magister Theologiae ab. 1997 erfolgte Roths Promotion zum Dr. theol. und 2001 die Habilitation in Systematischer Theologie, beides in Bonn. 2005 erhielt er den Hermann-Sasse-Preis. 2006 wurde Roth zum außerplanmäßigen Professor ernannt. Seit 2015 ist er ordentlicher Professor an der Evangelisch-Theologischen Fakultät der Johannes Gutenberg-Universität Mainz.

## Veröffentlichungen
- Der Mensch als Gewißheitswesen. Mainz, Aachen 1997. ISBN 3-89653-197-2 (Dissertation).
- Zwischen Erlösungshoffnung und Schicksalserfahrung. Das Grundanliegen der Theologie Werner Elerts. Mainz, Aachen, 1997. ISBN 3-89653-158-1 (teilweise: Magisterarbeit).
- Sinn und Geschmack fürs Endliche. Überlegungen zur Lust an der Schöpfung und der Freude am Spiel. Evangelische Verlagsanstalt, Leipzig 2002. ISBN 3-374-01987-0.
- Gott im Widerspruch? Möglichkeiten und Grenzen der theologischen Apologetik. De Gruyter, Berlin 2002. ISBN 3-11-017377-8 (Habilitationsschrift).
- Zum Glück. Glaube und gelingendes Leben. Gütersloher Verlagshaus, Gütersloh 2011, ISBN 978-3-579-08124-3.
- Willensfreiheit? Ein theologischer Essay zu Schuld und Sünde, Selbstgerechtigkeit und Skeptischer Ethik. CMZ, Rheinbach 2012, ISBN 978-3-87062-122-3.
- Warum wir Moralapostel nicht mögen und das Moralisieren verabscheuen. Zur Lebensferne der Ethik  (= Theologische Interventionen 1). Kohlhammer, Stuttgart 2017, ISBN 978-3-17034-393-1.
- Nichts als Illusion? Zur Realität der Moral (= Theologische Interventionen 4). Kohlhammer Stuttgart 2019, ISBN 978-3-17-035463-0.